# Mapania immersa
Mapania immersa là loài thực vật có hoa trong họ Cói. Loài này được (Thwaites) Benth. ex C.B.Clarke mô tả khoa học đầu tiên năm 1894.